# 함평골프고등학교
함평골프고등학교(咸平골프高等學校)는 대한민국 전라남도 함평군 학교면 사거리에 있는 공립 고등학교이다.

## 학교 연혁
- 1929년 9월 18일 : 공립 농잠 실수학교 인가
- 1951년 9월 25일 : 함평중ㆍ농업고등학교로 교명변경
- 1991년 3월 1일 : 함평실업고등학교로 교명 및 학칙변경
- 1994년 9월 1일 : 중ㆍ고 통합
- 1996년 9월 1일 : 중ㆍ고 분리
- 2001년 7월 13일 : 특성화 고등학교로 지정 고시
- 2002년 3월 1일 : 함평골프고등학교로 교명 및 학칙변경
- 2015년 6월 23일 : 체육계열 특수목적고등학교 지정고시
- 2018년 3월 1일 : 함평골프고등학교 학교 이전
- 2022년 3월 1일 : 제31대 박래근 교장 부임
- 2024년 12월 29일 : 제74회 31명 졸업(졸업생 총수 6,378명)

## 설치 학과
- 골프경기과
- 골프지도과

## 참고 자료
- 함평골프고등학교 - 한국교육학술정보원 학교알리미